# Język pingelap
Język pingelap – język austronezyjski z grupy języków mikronezyjskich, używany przez mieszkańców atolu Pingelap oraz wyspy Pohnpei w archipelagu Karolinów w Mikronezji.